# 다무라 나오히로
다무라 나오히로(일본어: 田村 直弘, 1978년 7월 3일 ~ )는 일본의 전 축구 선수이다.

## 구단 경력
과거 감바 오사카, 사간 도스, 에히메 FC에서 활동하였다.